# Jerzy Janowicz
Jerzy Filip Janowicz (Łódź, Lengyelország, 1990. november 13. –) lengyel hivatásos teniszező. Karrierje során még nem nyert ATP-tornát. Eddigi legnagyobb sikere Grand Slam tornán a 2013-as wimbledoni versenyen elért elődöntője volt. Karrierje első ATP döntőjét a 2012-es BNP Paribas Mastersen érte el, ahol a selejtezőből indulva zsinórban 7 meccset nyerve a döntőig jutott, ahol is vereséget szenvedett David Ferrertől.

## ATP-döntői

### Egyéni

#### Győzelmei (0)
| Összesítés                                            | Összesítés |
| ----------------------------------------------------- | ---------- |
| Grand Slam-torna                                      | (0)        |
| ATP World Tour Masters 1000 / ATP Masters Series      | (0)        |
| ATP World Tour 500 Series / International Series Gold | (0)        |
| ATP World Tour 250 Series / International Series      | (0)        |
| ATP World Tour Finals / Tennis Masters Cup            | (0)        |

#### Elvesztett döntői (3)
|   | Dátum               | Torna                             | Borítás    | Ellenfél a döntőben | Eredmény a döntőben |
| 1 | 2012. november 4.   | BNP Paribas Masters, Párizs       | Kemény (f) | David Ferrer        | 4-6, 3-6            |
| 2 | 2014. augusztus 23. | Winston-Salem Open, Winston-Salem | Kemény     | Lukáš Rosol         | 6-3, 6-7(3), 5-7    |
| 3 | 2015. február 8.    | Open Sud de France, Montpellier   | Kemény (f) | Richard Gasquet     | 0-3-nál feladta     |

### Páros

#### Elvesztett döntői (1)
|   | Dátum             | Torna                          | Borítás | Partner           | Ellenfelek a döntőben  | Eredmény a döntőben |
| 1 | 2013. március 17. | BNP Paribas Open, Indian Wells | Kemény  | Treat Conrad Huey | Bob Bryan / Mike Bryan | 3-6, 6-3, [6-10]    |

## Eredményei Grand Slam-tornákon
| Grand Slam | Australian Open | Australian Open | Roland Garros | Roland Garros      | Wimbledon     | Wimbledon       | US Open       | US Open             |
| Év         | Eredmény        | Utolsó ellenfél | Eredmény      | Utolsó ellenfél    | Eredmény      | Utolsó ellenfél | Eredmény      | Utolsó ellenfél     |
| 2009       | –               | –               | –             | –                  | –             | –               | Selejtező (3) | Selejtező (3)       |
| 2010       | –               | –               | –             | –                  | –             | –               | Selejtező (2) | Selejtező (2)       |
| 2011       | Selejtező (2)   | Selejtező (2)   | Selejtező (1) | Selejtező (1)      | Selejtező (3) | Selejtező (3)   | Selejtező (1) | Selejtező (1)       |
| 2012       | –               | –               | Selejtező (3) | Selejtező (3)      | 3.kör         | Florian Mayer   | 1.kör         | Dennis Novikov      |
| 2013       | 3.kör           | Nicolás Almagro | 3.kör         | Stanislas Wawrinka | 1/2 döntő     | Andy Murray     | 1.kör         | Máximo González     |
| 2014       | 3.kör           | Florian Mayer   | 3.kör         | Jo-Wilfried Tsonga | 3.kör         | Tommy Robredo   | 2.kör         | Kevin Anderson      |
| 2015       | 3.kör           | Feliciano López | 2.kör         | Leonardo Mayer     | 1.kör         | Marsel İlhan    | 1.kör         | Pablo Carreno Busta |
| 2016       | 1.kör           | John Isner      |               |                    |               |                 |               |                     |

## Év végi világranglista-helyezései
| Év       | 2007 | 2008 | 2009 | 2010 | 2011 | 2012 | 2013 | 2014 | 2015 |
| Helyezés | 1461 | 335  | 319  | 161  | 221  | 26   | 21   | 43   | 57   |

## Győzelmei top 10-es játékos ellen évenként
| Szezon    | 2012 | 2013 | 2014 | 2015 |
| Győzelmek | 2    | 2    | 1    | 0    |

### Győzelmei top 10-es játékos ellen részletesen
|      | Ellenfél           | Ranglista | Torna                       | Borítás    | Forduló     | Eredmény                  |
| 2012 |                    |           |                             |            |             |                           |
| 1.   | Andy Murray        | 3         | BNP Paribas Masters         | Kemény (f) | 3. kör      | 5–7, 7–6(4), 6–2          |
| 2.   | Janko Tipsarević   | 9         | BNP Paribas Masters         | Kemény (f) | Negyeddöntő | 3–6, 6–1, 4–1-nél feladta |
| 2013 |                    |           |                             |            |             |                           |
| 3.   | Jo-Wilfried Tsonga | 8         | Internazionali BNL d’Italia | Salak      | 2. kör      | 6–4, 7–6(5)               |
| 4.   | Richard Gasquet    | 9         | Internazionali BNL d’Italia | Salak      | 3. kör      | 3–6, 7–6(2), 6–4          |
| 2014 |                    |           |                             |            |             |                           |
| 5.   | Grigor Dimitrov    | 8         | Western & Southern Open     | Kemény     | 2. kör      | 6–4, 3–6, 6–3             |